# Real Alcázar di Madrid
Lo scomparso Real Alcázar di Madrid era situato nel luogo dove attualmente sorge il Palazzo Reale (chiamato anche erroneamente Palazzo d'Oriente). Costruito come fortezza musulmana nel IX secolo, l'edificio fu ampliato ed abbellito con il passare dei secoli, in particolar modo a partire dal XVI secolo quando divenne palazzo reale dopo la decisione di stabilire a Madrid la capitale dell'Impero spagnolo. Ciononostante, questa grande costruzione mantenne la sua originaria denominazione di alcázar. Il primo importante ampliamento si ebbe nel 1537 per ordine dell'imperatore Carlo V, anche se il suo aspetto definitivo gli venne conferito nel 1636 dall'architetto Juan Gómez de Mora sotto il regno di Filippo IV. Celebre per la sua ricchezza artistica quanto per la sua architettura, fu residenza della famiglia reale spagnola e sede della corte dalla dinastia dei Trastámara, fino alla sua distruzione causata da un terribile incendio avvenuto la vigilia di Natale del 1734, ai tempi di Filippo V. Molti dei suoi tesori artistici andarono perduti; tra loro più di 500 quadri, anche se molti se ne salvarono (come Las Meninas di Velázquez).

## Storia

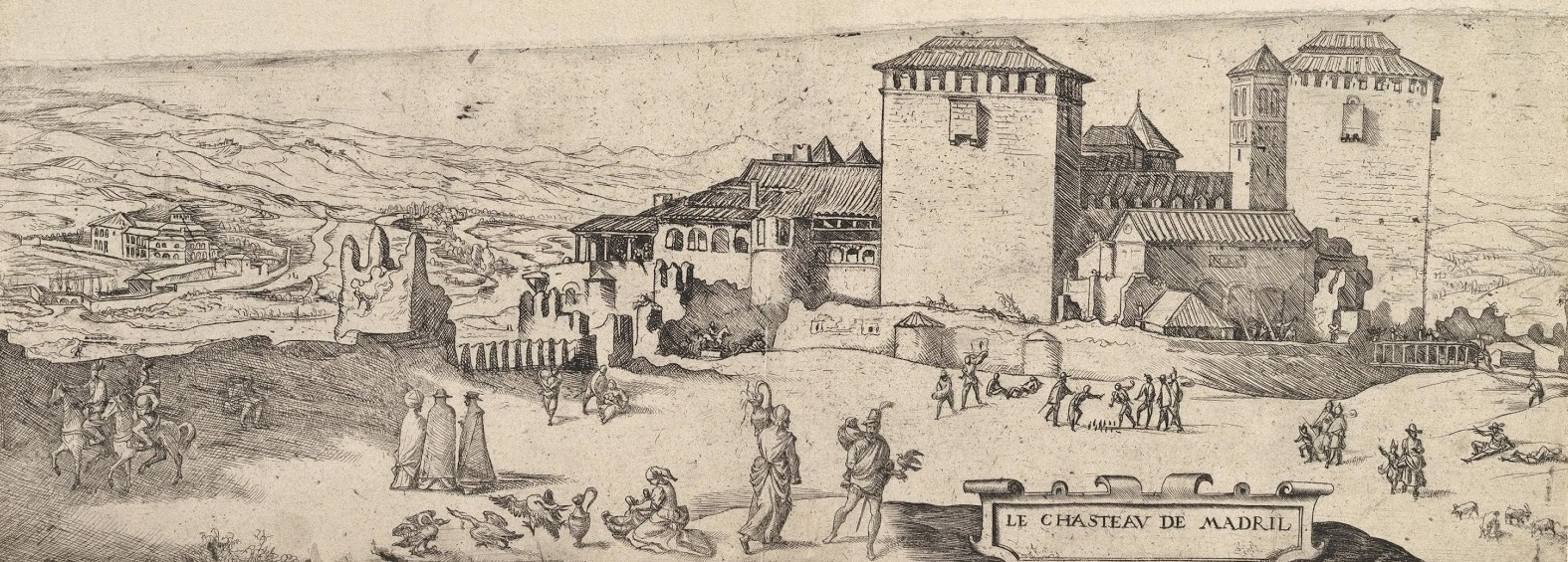
Vista del vecchio alcázar secondo Jan Cornelius Vermeyen. Rappresenta l'edificio nel 1534 ca., prima dell'ampliamento voluto da Carlo V nel 1537.

Esiste un'ampia documentazione sulle caratteristiche e l'aspetto esteriore dell'edificio tra il XVI secolo e il 1734, quando venne distrutto dell'incendio: numerosi testi, disegni, planimetrie e dipinti. Tuttavia le immagini del suo interno sono pochissime, così come i riferimenti alla sua origine. Il primo disegno dell'Alcazar fu realizzato da Jan Cornelius Vermeyen nell'anno 1534, trenta anni prima della decisione di stabilire a Madrid la capitale. Nel disegno si rappresenta un castello articolato in due corpi principali che potrebbe corrispondere, almeno parzialmente, con le strutture della fortezza musulmana sopra la quale appoggia. La primitiva fortificazione venne eretta dall'Emiro di Cordova Muhammad I ibn Abd al-Rahman (852-886), in una data imprecisata compresa tra gli anni 860 e 880. Era il nucleo centrale della cittadella islamica di Mayrit, una muraglia difensiva di circa 4 ettari, integrata in seguito da un castello, da una moschea e dall'abitazione dell'emiro. La sua estensione era all'incirca quella dell'attuale Palazzo Reale ed aveva una grande importanza strategica in quanto permetteva di vigilare il percorso del fiume Manzanarre. Risultava quindi fondamentale per la difesa della città di Toledo, viste le frequenti incursioni dei cristiani nelle terre di al-Andalus. È probabile che il castello fosse frutto di una evoluzione, nello stesso luogo, di precedenti costruzioni militari: prima una torre di osservazione e più tardi un piccolo fortino. Il vecchio castello fu oggetto di diversi ampliamenti e con il trascorrere del tempo vennero aggiunte nuove strutture a quella originaria. In alcuni disegni e dipinti del XVII secolo, si possono osservare nella facciata occidentale (dal lato del fiume Manzanarre) delle torri semicircolari che non si integrano bene con l'estetica dell'edificio. È possibile che questa facciata appartenga all'originale castello musulmano utilizzato come basamento del nuovo edificio.
La dinastía dei Trastámara fece dell'edificio la sua residenza principale, dal quale irraggiava il suo potete temporale. Alla fine del XV secolo, l'alcázar di Madrid (ormai denominato "Reale") era una delle principali fortezze di Castiglia e la sede abituale dove veniva convocata li Cortes del Reino.

## Caratteristiche
Nonostante gli sforzi per dare una forma armonica all'edificio, le modifiche, gli ampliamenti e le ristrutturazioni realizzate nei secoli non raggiunsero mai un aspetto omogeneo. Gli ospiti francesi ed italiani criticavano le facciate giudicandole irregolari e ritenevano la distribuzione interna degli ambienti labirintica. Visto il caldo clima di Madrid nel periodo estivo, molti dei saloni privati erano bui e non avevano finestre, anche per la difficile reperibilità di vetro. Agli inizi del XVIII secolo, molte finestre venivano ancora chiuse con persiane di legno in mancanza del vetro. La principale asimmetria era data dalla facciata occidentale, situata sul bordo della ripida scarpata incisa nella valle del Manzanarre; risultava meno visibile dal centro urbano ma allo stesso tempo era la prima ad essere osservata dai viaggiatori che entravano in città dal Ponte di Segovia. Questa facciata fu quella che subì il minor numero di ristrutturazioni e di conseguenza quella in cui si notava di più l'origine medioevale dell'edificio. Era integralmente in pietra con quattro torri semicircolari e sicuramente vi si aprirono numerose e grandi finestre. Le torri vennero abbellite con capitelli di ardesia come quelli dell'Alcázar di Segovia, al fine di rendere più dolce l'originale aspetto militare dell'edificio. Le rimanenti facciate erano realizzate in mattoni rossi e granito che davano all'edificio l'aspetto tipico dell'architettura tradizionale di Madrid, dove si impiegavano largamente questi due materiali abbondanti nella zona (l'argilla era reperibile lungo le rive del Manzanarre ed il granito nella vicina Sierra de Guadarrama). L'ingresso principale si trovava nella facciata meridionale, risultando problematico nelle varie ristrutturazioni per la presenza di due grandi torri quadrangolari costruite nel Medioevo. Con la ristrutturazione di Juan Gómez de Mora, le due torri furono occultate, raggiungendo un maggiore equilibrio del complesso architettonico, come si può osservare nel disegno di Filippo Pallota, dell'anno 1704. Il Real Alcázar di Madrid era a pianta rettangolare. Il suo interno, articolato a partire da due grandi cortili, era organizzato asimmetricamente. Il Patio del Rey, situato nella parte corrispondente al castello medioevale, era più piccolo del Patio de la Reyna che, situato nel lato opposto, venne realizzato durante l'ampliamento di Carlo I. Tra i due cortili si trovava la Cappella Reale fortemente voluta dal re Giovanni II di Castiglia. Per lungo tempo i cortili rimasero aperti al popolo ed in essi si vendeva ogni tipo di cose come in un mercato, usanza questa che sorprendeva i viaggiatori stranieri.